# Andreu Blay i Raja
Andreu Blay i Raja (Castelldefels, 30 de novembre de 1957 - Castelldefels, 28 d'agost de 1994) fou un futbolista català de la dècada de 1980.
Es formà a la UE Castelldefels, passant més tard al juvenil del FC Barcelona. Ascendí a l'Amateur blaugrana i al Barcelona Atlètic, i fou cedit al Gimnàstic de Tarragona, que jugava a segona divisió. No arribà a debutar amb el primer equip del Barça però fou el porter suplent a la final de la copa del rei del 1978, en la qual el Barcelona es proclamà campió. Fou un porter molt prometedor en categories inferiors, onze cops internacional juvenil amb la selecció espanyola. La temporada 1980-81 la començà al FC Santboià, però fou traspassat al Deportivo de la Coruña, amb qui assolí l'ascens a segona divisió. Acabà defensant els colors del CF Gavà, entre 1981 i 1988, amb breus estades a la UE Viladecans i l'AE Prat.
Va morir molt jove, als 36 anys, víctima d'un infart.

## Palmarès

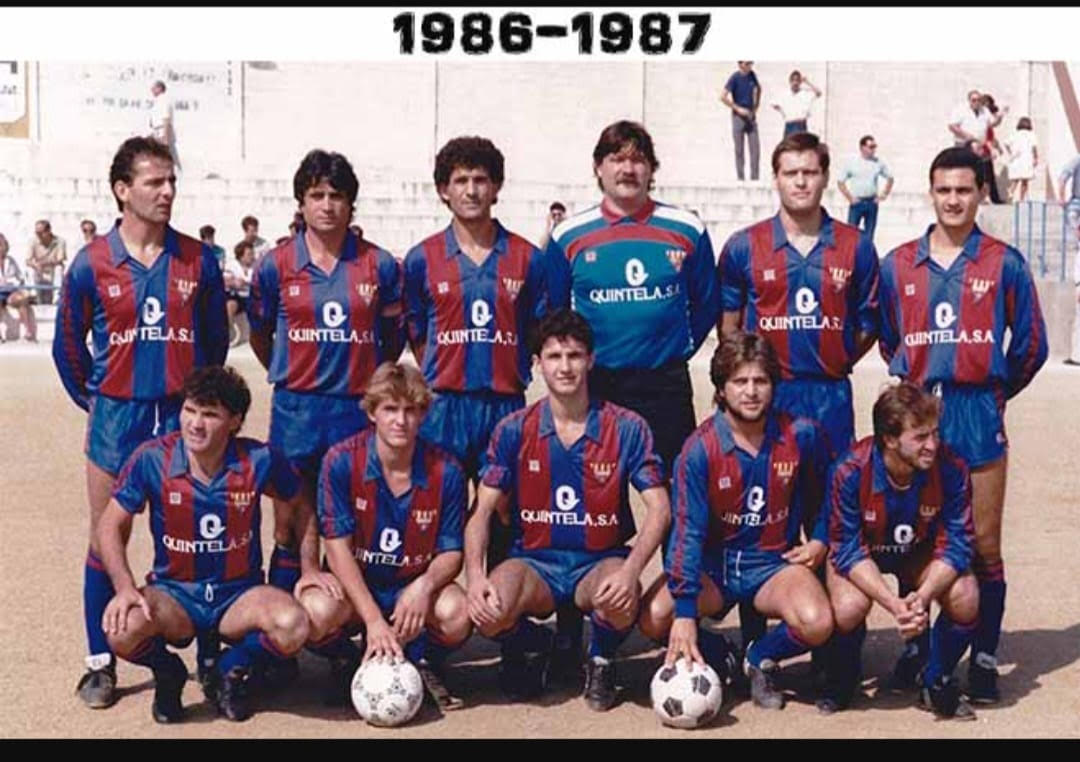
Andreu Blay amb el seus companys d'equip

- Copa espanyola:
  - 1977-78